# Museo della civiltà contadina Dino Bianco
Il Museo della civiltà contadina "Dino Bianco", allestito negli ambienti del seicentesco castello Caracciolo di Sammichele di Bari, è stato fondato nel 1968 dal professor Vito Donato "Dino" Bianco, docente di chimica organica presso l'Università di Bari.
Intitolato a lui dopo la sua prematura scomparsa nel 1990, conserva più di 5000 oggetti che testimoniano la vita degli uomini della Civiltà Contadina, civiltà millenaria fondata sull'agricoltura, l'allevamento e i mestieri artigianali correlati.
La raccolta del materiale nacque secondo il seguente principio: a seguito del boom economico degli anni sessanta, molti mestieri agricoli e artigianali (ad esempio il fabbro, il falegname, lo scalpellino, eccetera) andavano via via scomparendo per mancanza di manodopera, attratta dai "nuovi" mestieri (specialmente di tipo industriale e/o impiegatizio) che, grazie alla maggiore scolarizzazione e disponibilità economica, divenivano sempre più accessibili e appetibili alle nuove generazioni.
Il professor Bianco ebbe quindi l'idea di raccogliere e conservare più materiale possibile inerente a quei mestieri, come loro testimonianza storica, per dare l'opportunità alle nuove generazioni di conoscere la dura vita dei loro padri.

## Il Castello Caracciolo
L'iscrizione dice (vedi immagine):
LA PISSIMA CONTENE LA CENTURIONA. MDIV»
Heronimo Centurione signore di tutto questo territorio (e del) palazzo chiamato La Centuriona vuole che si celebri una messa in questa cappella di Santa Maria Maddalena ogni giorno festivo. La Piissima protegge la Centuriona. MDIV

## Percorso di visita del Museo

### Piano terra

#### Salone d'ingresso
In una bacheca al centro del salone sono conservati un fiasco protetto da una rete di filo di ferro, scelto dal fondatore del Museo a simbolo della civiltà contadina; un telaio per tessere i fiscoli con un abbozzo di fiscolo, la cui immagine è stata scelta come logo grafico per tutte le pubblicazioni edite dal Museo; uno scritto e una penna di Dino Bianco, il fondatore.

#### 1 - Stanza del territorio
In questa stanza è raccontata la storia del territorio su cui sorge Sammichele di Bari dal punto di vista geologico e storico-archeologico, dalla sua formazione fino alla fondazione del paese, passando dai primi insediamenti umani, alla colonizzazione magno-greca, alle presenze medioevali.
Le vetrine raccolgono reperti provenienti dai siti del "Pentimone", del "Canale di Frassineto", dell'Abbazia di Sant'Angelo in Frassineto, da Monte Sannace. Sulle pareti sono esposte riproduzioni di carte topografiche del '600 e '700 riproducenti il territorio sul quale nel 1615 nacque il paese.

#### 2 - Stanza del ciclo dell'olio
È descritto l'intero ciclo di produzione dell'olio d'oliva, dalla coltivazione e cura dell'oliveto fino all'estrazione e conservazione dell'olio.
All'interno della stanza alcuni pannelli illustrano l'impianto dell'uliveto, la potatura, la raccolta, la molitura e la spremitura della pasta d'olive con esposizione dei relativi strumenti. Di particolare interesse la macina, la pressa in legno, il fiscolo in fibra di cocco e un piccolo torchio idraulico utilizzato per quantificare la percentuale di resa delle olive.

#### 3 - Stanza del ciclo del vino
Attraverso gli oggetti di questa sala è possibile ricostruire il ciclo di lavorazione del vino, dalla preparazione delle talee prima e delle barbatelle poi, fino alla conservazione del vino, a fermentazione ultimata, nelle botti.
Su una delle pareti sono presenti strumenti da taglio usati nella potatura e nella vendemmia, come la roncola, pompe a spalla e a soffietto utilizzate per la lotta anticrittogamica, tinelli per la raccolta dell'uva e damigiane. In basso, su una pedana, vi è un contenitore in creta, u quadre, usato per combinare ad acqua e calce la péta terchine, ovvero solfato di rame, ed anfore di varie dimensioni.
Il percorso della sala prosegue  ruotando attorno al torchio in legno al centro di essa, e osservando tini, tinelli, damigiane e pigiatrici. I  pannelli dedicati alla storia del vino nel mondo antico e ai vitigni della zona aiutano il visitatore a meglio comprendere questo ciclo.

#### Cantina
Dalla sala del ciclo del vino si accede alla cantina dove, in un'antica cisterna per la raccolta delle acque piovane, testimoniata dalla bocca del pozzo e da un troppopieno, è stato ricreato l'ambiente caratteristico delle cantine usate per la conservazione degli alimenti, in particolare del vino (con botti di varie dimensioni), o come osterie, dove comprare vino, giocare a carte e mangiare un piatto di legumi.

#### 4 - Stanza del legno e cavallo
In questa sala si descrivono alcuni lavori artigianali riferiti al carradore (u meste traìne), falegname specializzato nel realizzare traini, carrozze, birocci; al maniscalco, fabbro abile a forgiare ferri e a ferrare cavalli; al sellaio (u uarnementare) che realizzava le bardature per i cavalli, esposte su una parete della sala.
In un angolo, doghe in legno evocano il lavoro del bottaio, e un'agile scala in legno ricorda u scaliere, artigiano addetto alla sua costruzione e manutenzione.

#### 5 - Stanza dei mezzi di trasporto
Questa sala è dedicata ai mezzi di trasporto, dalle biciclette, tra cui una rara richiudibile e con le ruote “a sifone” usata dagli alpini durante la prima guerra mondiale, al carro agricolo, u traìne, alla carrozza padronale, u break. A un lato della sala si può ammirare il basto da soma.

### Primo piano

#### 6 - Stanza del ciclo del grano (1)
Nella sala sono illustrate le tappe iniziali del ciclo: la coltivazione, la cura dei campi con l'aratura e la concimazione, la semina e la mietitura, testimoniate attraverso diverse tipologie di aratri, vomeri, zappe, erpici. Le diverse modalità di concimazione e la descrizione della semina sono affidate alle didascalie su leggii, mentre un pannello a muro spiega la storia della coltura a partire dalla rivoluzione neolitica.
La mietitura è documentata dalla serie di falci appese a  parete e da un manichino in abiti da mietitore.
È riproposto su un pannello l'aratro esploso, la cui lettura è assicurata da una didascalia su leggio.

#### 7 - Stanza del ciclo del grano (2)
La sala immediatamente successiva continua la descrizione del ciclo della produzione cerealicola con le fasi della trebbiatura, conservazione del grano, molitura e panificazione. Al centro una stadera da forno e tutt'intorno numerosi oggetti come pesare, macine, una madia, recipienti di misura per capacità, un silo ad intreccio di canne, un ventolatore, una sgranapannocchie. Alle pareti forche a due, a tre o a quattro punte, forcelle a pettine, pale in legno e bastoni, un crivello e setacci, pale da forno, e una ricca tipologia di bilance e stadere.

#### 8 - Salone dell'artigianato
Nell'allestimento della sala sono ricreate le botteghe di attività artigianali quali quella del fabbro, dello stagnino, del calzolaio: la fucina, il mantice, la pila, il banco da lavoro, vari utensili, tra cui trapani a colonna di varia tipologia per il fabbro; il banco da lavoro con i relativi utensili e manufatti destinati all'uso domestico o alla campagna (pompe irroratrici a mano e spargizolfo) per lo stagnino;

il deschetto, forme per scarpe, una macchina da cucire, un pannello dedicato alla storia della scarpa, immagini illustrative delle varie fasi per la sua realizzazione a mano, per il calzolaio.

Su una parete gli oggetti illustrano l'attività del casaro: sgabelli per la mungitura, una scrematrice, antiche fiscelle per la ricotta, un bastone in legno per la rottura della cagliata, una pressa per il formaggio. Accanto sono esposti oggetti usati dal pastore, come alcuni campanacci per le mucche e per le pecore e i bastoni.

In una vetrina sono conservati i caratteristici trapani a mano e piatti rotti che testimoniano il lavoro dell’acconciapiatti, artigiano itinerante dedito alla riparazione delle stoviglie in terracotta.

#### 10 - Stanza dei lavori femminili
Nell'ultima parte del percorso è rievocata la creazione della lana, dalla tosatura delle pecore alla filatura e creazione delle matasse e dei gomitoli.

#### 11 - Stanza del focolare
La povertà della casa è più rappresentata dal letto, fatto da tavole di legno poggiate su due supporti metallici, scaldato d'inverno da u monache, uno scaldaletto a carboni, e dall'angolo del bagno, con u prise, recipiente in terracotta smaltata che aveva la funzione degli odierni wc.
Il bucato è anch'esso rievocato, quando veniva fatto utilizzando la cenere del camino come efficace ed ecologico detergente.